# Beavan’s Hill
Beavan’s Hill – wieś w Anglii, w hrabstwie Herefordshire. Leży 23 km na południowy wschód od miasta Hereford i 169 km na zachód od Londynu.